# Jaba (Namo Rambe)
Jaba is een bestuurslaag in het regentschap Deli Serdang van de provincie Noord-Sumatra, Indonesië. Jaba telt 1217 inwoners (volkstelling 2010).